# Hans Vermeer
Hans Josef Vermeer (ur. 24 września 1930 w Iserlohn, zm. 4 lutego 2010 w Heidelbergu) – niemiecki lingwista i badacz przekładoznawstwa. Wykształcony w wielu różnych dziedzinach; studiował ekonomię, językoznawstwo historyczne ogólne i porównawcze oraz literaturę romańską i niemiecką. Był poliglotą; władał ponad dwudziestoma językami.
Znany przede wszystkim ze stworzenia teorii skoposu.

## Działalność akademicka
Vermeer studiował przekładoznawstwo na Uniwersytecie w Heidelbergu (1950–1952) i w Lizbonie (1953–1954), a także ekonomię, ogólne i porównawcze językoznawstwo historyczne oraz literaturę romańską i niemiecką (1954–1962). 
Uczył języka portugalskiego na Uniwersytecie w Heidelbergu (1954–1962). W 1962 uzyskał stopień doktora za prace na temat przymiotnikowych i czasownikowych określeń kolorów w językach indoeuropejskich oraz problemów w ich tłumaczeniu. Nauczał języków południowoazjatyckich, takich jak urdu i hindi, na Wydziale Neofilologii w Heidelbergu (1962–1964). W 1968 zdobył stopień doktora habilitowanego w zakresie językoznawstwa historycznego ogólnego i porównawczego.
Wykładał na Uniwersytecie w Heidelbergu (1968–1970, 1984–1992) i na Uniwersytecie Jana Gutenberga w Moguncji (1971–1983). Został również mianowany profesorem wizytującym na Leopold-Franzens-Universität w Innsbrucku (1999–2002), Bosphorus University w Stambule (2002–2003) i Okan University, również w Stambule (2004–2007). W końcu powrócił na Uniwersytet Jana Gutenberga i do Heidelbergu, aby nauczać tam w ostatnich latach życia.

## Translation studies
Hans J. Vermeer odegrał ważną rolę w kształtowaniu się przekładoznawstwa jako osobnej dyscypliny akademickiej.
W latach siedemdziesiątych nastąpiła zmiana podejścia do przekładoznawstwa. Coraz częściej postrzegane było nie jako jedynie proces transkrybowania tekstu z języka źródłowego na docelowy, ale jako organiczny proces zachodzący między kulturami, którego opis wymaga spojrzenia poza teksty będące jego przedmiotem.
Vermeer, przy udziale Kathariny Reiss (1923-2018), stworzył funkcjonalistyczną teorię przekładu tzw. teorię skoposu. Powstała ona z przekonania, że „tekst wyjściowy i jego język nie może być absolutną miarą przekładu”. Zgodnie z teorią skoposu, osiągnięcie danego celu tłumaczeniowego jest ważniejsze niż to czy proces tłumaczenia był zrealizowany w poprawny sposób –  „cel uświęca środki”.

## Dzieła wybrane
- Adjektivische und verbale Farbausdrücke in den indogermanischen Sprachen mit ē-Verben. Ein Beitrag zur Frage der Wortarten und zum Problem der Übersetzbarkeit. Heidelberg, Julius Groos, 1963.
- (z Heinz Walz i Heinrich Klebes) Sprache und Entwicklungshilfe: Bedeutung und Möglichkeit der Vermittlung von Sprachkenntnissen und Auslandskunde an deutsche Fachleute im Rahmen der Entwicklungshilfe für Afrika und Asien. Heidelberg, Julius Groos, 1963.
- Untersuchungen zum Bau zentral-süd-asiatischer Sprachen: Ein Beitrag zur Sprachbundfrage. Heidelberg, Julius Groos, 1969.
- Aufsätze zur Translationstheorie. Heidelberg, 1983.
- (z Kathariną Reiß) Grundlegung einer allgemeinen Translationstheorie. Tübingen, Niemeyer, 1984. Przetłumaczone na angielski przez Christiane Nord jako Towards a general theory of translational action: Skopos theory explained. St. Jerome, 2013.
- What does it mean to translate? Indian Journal of Applied Linguistics 13, 1987, pp. 25–33.
- Skizzen zu einer Geschichte der Translation, Frankfurt, 1991
- Starting to unask what translatology is about. Target - International Journal of Translation Studies 10:1, 1998, pp. 41–68.
- Skopos and commission in translational action. W Readings in translation theory, edycja Andrew Chesterman. Helsinki, Oy Finn Lectura, 1989, 173-187. Przetłumaczone na angielski przez Andrew Chestermana.
- Übersetzen als Utopie – Die Übersetzungstheorie des Walter Bendix Schoenflies Benjamin; TEXTconTEXT 4. Heidelberg, 1996.
- Ausgewählte Vorträge zur Translation und anderen Themen. Selected papers on translation and other subjects. Berlin, Frank & Timme, 2007.

## Odznaczenia
- Oficer Orderu Edukacji Publicznej (1964, Portugalia)[1]